# خنگ و خنگ‌تر
خنگ و خنگ‌تر (به انگلیسی: Dumb And Dumber) یک فیلم زوج هنری کمدی آمریکایی به کارگردانی پیتر فارلی محصول سال ۱۹۹۴ با بازی جیم کری، جف دانیلز، لورن هالی، مایک استار، کارن دافی، چارلز راکت، ویکتوریا راول و جو بیکیر است.
این فیلم در ۱۶ دسامبر ۱۹۹۴ اکران شد، و در گیشه ۲۴۷ میلیون دلار فروخت و در سال‌های پس از اکران آن طرفدارانی را ایجاد کرد و به عنوان یکی از بهترین کمدی‌های دهه ۱۹۹۰ شناخته می‌شود. موفقیت خنگ و خنگ‌تر باعث آغاز کار برادران فارلی شد، جف دانیلز را که تا به حال به‌طور چشمگیری تحسین شده بود به عنوان یک بازیگر کمدی با استعداد تثبیت کرد و به حرفه او در هالیوود حیات بخشید، و شهرت جیم کری را به عنوان یکی از برجسته‌ترین بازیگران سینما در دهه ۱۹۹۰ تثبیت کرد. این فیلم همچنین یک مجموعه تلویزیونی انیمیشن، یک پیش‌درآمد در سال ۲۰۰۳ و یک دنباله در سال ۲۰۱۴ تولید کرد.

## خلاصه داستان
خنگ و خنگ‌تر داستان دو دوست خوش قلب، اما بسیار احمق، به نام‌های «هری» (جف دنیلز) و «لوید» (جیم کری) است که تصمیم دارند یک کیف پر پول را به صاحبش، که دختری زیبا است، بازگردانند. آن دو در این راه کل کشور را زیر پا می‌گذارند و گرفتار دردسرهای مختلفی می‌شوند.

## مشروح داستان
لوید کریسمس و هری دان، دو دوست صمیمی و ساده‌دل هستند که با هم در شهر پراویدنس زندگی می‌کنند. لوید که رانندهٔ لیموزین است و دندانی شکسته دارد، به‌سرعت دل‌باختهٔ مسافرش، مری سوانسون، می‌شود. مری عازم اَسپِن است و لوید به او می‌گوید که او و دوستش برای پس‌انداز پول جهت باز کردن یک فروشگاه حیوانات، چنین کارهایی انجام می‌دهند. مری یک کیف‌دستی را در فرودگاه جا می‌گذارد و لوید تلاش می‌کند آن را بازگرداند، بی‌خبر از این‌که کیف پر از پول گروگان‌گیری است که مری برای دو تبهکار به نام‌های جو «منتال» منتالینو و جی.پی. شِی گذاشته است. اما هواپیمای مری پرواز می‌کند و لوید هنگام تلاش برای رسیدن به آن، از پل اتصال هواپیما سقوط می‌کند.
لوید به دلیل ترک صحنهٔ حادثه اخراج می‌شود و به خانه برمی‌گردد و درمی‌یابد که هری نیز به‌دلیل دیر رسیدن به نمایشگاه سگ و کثیف بودن سگ‌ها اخراج شده است. منتال و شی، لوید را تعقیب می‌کنند، ولی لوید و هری آن‌ها را با مأموران وصول مالیات اشتباه می‌گیرند و فرار می‌کنند. وقتی برمی‌گردند، متوجه می‌شوند طوطی دم‌دراز هری سر بریده شده است. لوید هری را قانع می‌کند که باید کیف را به مری برگردانند و آن‌ها با ون سگ‌مانندشان راهی اسپن می‌شوند.
منتال که با نیکلاس آندره، دوست خانوادگی مری هم‌دست است، خود را به‌عنوان رایگان‌سوار جا می‌زند و توسط لوید و هری سوار می‌شود. او که از رفتار کودکانهٔ آن‌ها کلافه شده، تصمیم می‌گیرد در رستوران برای‌شان مرگ موش در نوشیدنی بریزد، اما آن دو در اقدامی شیطنت‌آمیز فلفل تند در همبرگر منتال می‌گذارند و زخم معده‌اش را تشدید می‌کنند. منتال قرص‌های مرگبار را با دارویش اشتباه می‌گیرد و کشته می‌شود، بی‌آن‌که لوید و هری متوجه شوند.
در پمپ‌بنزینی، هری با زنی به نام بث که عازم اسپن است گفتگو می‌کند و ناخواسته جان لوید را از حملهٔ یک رانندهٔ کامیون نجات می‌دهد. پلیس در مسیر کلرادو منتظر لوید و هری است، ولی لوید اشتباهی به‌جای آن مسیر به‌سوی نبراسکا می‌رود و تمام شب را رانندگی می‌کند. هری از ادامهٔ سفر منصرف می‌شود، اما لوید او را با تعویض ون به موتورسیکلت کوچک، متقاعد به ادامه راه می‌کند.
وقتی به اسپن می‌رسند، مری را نمی‌یابند. هری از شدت عصبانیت به لوید حمله می‌کند و کیف را باز می‌کند و می‌فهمند داخل آن پر از پول است. آن‌ها پول را خرج هتل لوکس و خوش‌گذرانی می‌کنند. سپس درمی‌یابند مری و خانواده‌اش مراسم خیریه‌ای برگزار کرده‌اند. لوید از هری می‌خواهد از طرف او با مری صحبت کند، اما هری خودش با مری قرار اسکی می‌گذارد و به دروغ به لوید می‌گوید برایش قرار ملاقات تنظیم کرده است.
در حالی‌که مری و هری روز خوبی را با هم می‌گذرانند، لوید در بار منتظر می‌ماند و با بث روبه‌رو می‌شود. سپس به خانهٔ مری می‌رود و می‌فهمد که هری به او دروغ گفته است. برای تلافی، در قهوهٔ هری ملین می‌ریزد و باعث می‌شود که او دچار بی‌اختیاری مدفوع در توالت خراب مری شود. سپس لوید خودش را به مری معرفی می‌کند و او را به هتل می‌برد تا کیف را تحویل دهد و عشقش را ابراز می‌کند، اما مری ردش می‌کند.
در این لحظه، نیکلاس با اسلحه وارد می‌شود. او پشت ماجرای گروگان‌گیری شوهر مری، بابی، است و وقتی می‌فهمد پول گروگان‌گیری خرج شده و فقط رسید بدهی در کیف باقی‌مانده، عصبانی می‌شود. هری که از راه می‌رسد تیر می‌خورد، اما نقش مرده را بازی می‌کند و سعی می‌کند بی‌دست‌وپا به نیکلاس شلیک کند. در همین لحظه، گروهی از مأموران اف‌بی‌آی به رهبری بث وارد می‌شوند. او در واقع مأمور مخفی بوده و هری را با جلیقه ضدگلوله و اسلحه تجهیز کرده بوده است. نیکلاس و شی دستگیر می‌شوند و مری دوباره با بابی متحد می‌شود، که باعث ناراحتی لوید می‌شود.
سفرشان بی‌نتیجه می‌ماند و با از دست دادن تمام خریدها و خراب شدن موتورسیکلت، لوید و هری پیاده به خانه بازمی‌گردند. در راه با اتوبوسی پر از مدل‌های بیکینی روبه‌رو می‌شوند که به آن‌ها پیشنهاد کار به‌عنوان «روغن‌زن» می‌دهند، اما نادانسته رد می‌کنند. هری به لوید می‌گوید که روزی نوبت آن‌ها هم می‌رسد و سپس با بازی گرگم‌به‌هوا به سوی رود آیلند به راه می‌افتند.

## بازیگران
- جیم کری در نقش لوید کریسمس
- جف دانیلز در نقش هری دان
- لورن هالی در نقش مری سوانسون
- کارن دافی[۵] در نقش جی.پی. شی
- مایک استار در نقش جو «منتال» منتالینو
- چارلز راکت در نقش نیکلاس آندره
- تری گار در نقش هلن سوانسون
- ویکتوریا راول در نقش بت جردن (شناخته شده به عنوان «ورزشکار زیبارو»)
- کم نیلی در نقش سی بس
- جو بیکر[۶] در نقش بارنارد
- هارلند ویلیامز در نقش افسر پلیس موتور سیکلت
- برد لاکرمن[۷] در نقش بابی سوانسون
- لین شی در نقش خانم مارجی نوگبورن (که هری از او به عنوان «خانم نوگیبرگر» یاد می‌کند)
- هنک برانت[۸] در نقش کارل سوانسون
- فلتون پری در نقش کارآگاه دیل
- بریدی بلام در نقش بیلی
- کانی سایر در نقش خانم سالخورده

## گیشه
این فیلم به فروش ۱۲۷٫۱۷۵٫۳۷۴ دلاری در ایالات متحده و ۲۴۷٫۲۷۵٫۳۷۴ دلاری در سرتاسر جهان رسید و در صدر فیلم‌های فصل تعطیلات قرار گرفت.